# 釧路短期大学

## 概観

### 大学全体
- 北海道釧路市に所在する日本の私立短期大学で、設置主体は学校法人緑ケ岡学園[注 1]
- 学科数1、入学定員100名体制[2]で1964年に開学[注 2]。1980年に学科の増設により現在は、2学科[注 3]からなる。

### 建学の精神（校訓・理念・学是）
- 釧路短期大学における建学の精神は「愛と奉仕」となっている。

### 教育および研究
- 釧路短期大学の教育
  - 生活科学科
    - 生活科学専攻：人間生活において必要な事柄を学ぶ専攻課程。司書・メディカルクラークなどの資格取得課程も有する。
    - 食物栄養専攻：栄養士として必要な専門科目のほか「フードスペシャリスト」資格を取得するためのカリキュラムも用意されている。

  - 幼児教育学科：短期大学附属幼稚園での教育実習も行なわれている。

### 学風および特色
- 釧路短期大学は、社会の良き形成者としての資質と教養を身につけ、建学の精神である「愛と奉仕」に生きる人物の育成がねらいとされている。
- 現在は、事実上日本で最東端の短大となっている。
- 男女共学であるが、女子学生の方が圧倒的に多い。

## 沿革
- 1964年
  - 1月25日 左記を以て文部省[注 4]より短期大学の設置が認可される[注 5]。
  - 4月1日 釧路女子短期大学（くしろじょしたんきだいがく）として以下の学科体制にて開学する[11]。
    - 家政科[注 6]
- 1965年
  - 4月1日 家政科に中学校教諭二級免許状（家庭）（保健）の教職課程を置くことが認められる[13]。
- 1966年
  - 3月 15人が卒業する[14]。
- 1973年
  - 4月1日 男子学生の募集を開始する[注 7]。それにともない学名を釧路短期大学と改める[16]
- 1976年
  - 4月1日 家政科の入学定員を100→50に減員[16][注 8]。
- 1979年
  - 4月1日 家政科を生活科学科に改める[18]。
- 1980年
  - 4月1日 附属幼稚園教諭養成所を改組発展させて幼児教育学科を新設する[注 9][20]。
- 1982年
  - 4月1日 幼児教育科において初めて男子学生が在籍[注 10]。
- 1983年
  - 4月1日 生活科学科に食物専攻課程が設置される[22]。
- 1984年
  - 4月1日 生活科学科[注 11]に以下の専攻課程が設置される[注 12]。
    - 生活科学専攻 入学定員20[26]
    - 食物栄養専攻 入学定員30[26]
- 1986年
  - 4月1日 生活科学科において初めて男子学生が在籍[注 13]。
- 2025年
  - 4月18日 2026年度以降の学生募集を停止することを発表[28][29]。

## 基礎データ

### 所在地
- 北海道釧路市緑ケ岡1丁目10-42

### 交通アクセス
- JR根室本線釧路駅よりくしろバス3番｢武佐線｣で｢緑ケ岡3丁目｣バス停留所下車すぐ。

### 象徴
- 学校法人のシンボルはオオバナノエンレイソウを図案化したものとなっている[30]。
- 短期大学のシンボルマークは右記を参照[31]。

## 教育および研究

### 組織

#### 学科[注 14]
- 生活科学科
  - 生活科学専攻 入学定員20名[注 15]
  - 食物栄養専攻 入学定員30名[注 16]
- 幼児教育学科 入学定員50名[注 17]

#### 専攻科
- なし

#### 別科
- なし

### 取得資格について
資格
- 保育士：幼児教育学科
- 栄養士：生活科学科食物栄養専攻
- 司書：生活科学科生活科学専攻

教職課程
- 幼稚園教諭二種免許状：幼児教育学科
- 生活科学科生活科学専攻に、かつて中学校教諭二種免許状（家庭）の課程が設けられていた[33][22]。

#### 附属機関
- 図書館
- 生涯教育センター

### 研究
- 「農漁村婦人の人乳組成に関する研究」[34]
- 1964年に「ギリシャ語研究会」、「釧路教育学研究会」が発足する[35]。

## 学生生活

### 部活動・クラブ活動・サークル活動
- 釧路短期大学のクラブ活動には、生け花サークルや｢国際ソロプチミストΣソサエティ｣と称したものがある。

### 学園祭
- 釧路短期大学の学園祭は毎年、概ね11月に行われている。

## 大学関係者と出身者

### 大学関係者
- 丸毛信勝：2代学長（1965-70）
- 青山一二：4代学長（1972-84）
- 田中正巳：6代学長（1987-2001）
- 山崎幹雄：7代学長（2001-2003）
- 西塔正一：8代学長（2003-2018）

### 出身者
- 稲月彩 - 元Whiteberryギタリスト

## 大学の組織
- 釧路短期大学には「後援会」がある。

## 系列校
- 釧路緑ケ岡学園福祉会
- 武修館中学校・高等学校
- 釧路短期大学附属幼稚園

## 他大学との協定
- 放送大学学園と単位互換協定を結んでおり、放送大学で取得した単位を卒業に要する単位として認定することができる[36]。

## 社会との関わり
- 公開講座やリカレント講座が執り行われている。
- 1964年12月に学生活動の一環としてまりも学園への慰問を行う[37]。

## 卒業後の進路について

### 編入学・進学実績
- これまでの実績では日本女子大学などがある。